# Kuntxukokhabl
Kuntxukokhabl - Кунчукохабль (rus) - és un aül de la República d'Adiguèsia, a Rússia. Es troba a la desembocadura del riu Pxix a l'embassament de Krasnodar, a 12 km al nord-est de Ponejukai i a 65 km al nord-oest de Maikop, la capital de la república.
Pertany al municipi de Djidjikhabl.